# Ophrys grafiana
Ophrys grafiana är en orkidéart som beskrevs av Sóo. Ophrys grafiana ingår i ofryssläktet, och familjen orkidéer.
Artens utbredningsområde är Grekland. Inga underarter finns listade i Catalogue of Life.